# Comuna Todirești, Ungheni
Comuna Todirești este o comună din raionul Ungheni, Republica Moldova. Este formată din satele Todirești (sat-reședință) și Grăseni.

## Demografie
Conform datelor recensământului din 2014, comuna are o populație de 4.125 de locuitori. La recensământul din 2004 erau 4.263 de locuitori.

## Administrație și politică
Componența Consiliului local Todirești (13 consilieri), ales la 5 noiembrie 2023, este următoarea:
|  | Partid                                        | Consilieri | Componență | Componență | Componență | Componență | Componență |
|  | --------------------------------------------- | ---------- | ---------- | ---------- | ---------- | ---------- | ---------- |
|  | Partidul Acțiune și Solidaritate              | 5          |            |            |            |            |            |
|  | Partidul Dezvoltării și Consolidării Moldovei | 3          |            |            |            |            |            |
|  | Partidul Socialiștilor din Republica Moldova  | 3          |            |            |            |            |            |
|  | Partidul Social Democrat European             | 1          |            |            |            |            |            |
|  | Mișcarea „Respect Moldova”                    | 1          |            |            |            |            |            |